# Apache (compositie)
"Apache" is een instrumentaal nummer, geschreven door de Britse componist Jerry Lordan. Het nummer verkreeg bekendheid door de versie van The Shadows, die het in juli 1960 als single uitbrachten.

## Achtergrond
Jerry Lordan werd geïnspireerd om "Apache" te schrijven naar aanleiding van de film Apache uit 1954. De eerste opname van het nummer is afkomstig van Bert Weedon, die het aan het begin van 1960 opnam. Zijn versie werd pas een paar maanden later uitgebracht. Gedurende 1960 waren The Shadows op tournee met Lordan als voorprogramma. De band ontdekte het nummer toen Lordan het voor hen speelde op een ukelele. Lordan dacht dat het nummer goed bij The Shadows zou passen; de band was het hiermee eens.
The Shadows namen "Apache" op in de EMI Recording Studios in Londen. Hank B. Marvin gebruikte een echokamer die hij kreeg van Joe Brown. Bruce Welch leende een akoestische gitaar van Cliff Richard, terwijl Jet Harris de hevige baslijn bespeelde. Tony Meehan nam samen met Richard de percussie op. Producer Norrie Paramor wilde oorspronkelijk dat de B-kant van de single, "The Quartermaster's Stores", op de A-kant verscheen, maar veranderde van gedachten nadat zijn dochter "Apache" beter vond. The Shadows vertelden zelf in een interview over het nummer: "Wat is het meest kenmerkende geluid van onze groep? Dat vroegen wij onszelf vaak af. In feite is het het geluid dat we hadden toen we "Apache" opnamen - die Hawaiiaans klinkende gitaar... plus de beat."
"Apache" werd een grote hit; de single stond vijf weken op de eerste plaats in het Verenigd Koninkrijk en werd ook een nummer 1-hit in Ierland, Nieuw-Zeeland en Zuid-Afrika. In Wallonië stond het nummer een jaar lang in de hitlijsten met de tweede plaats als hoogste notering, terwijl in Vlaanderen de zesde plaats in de hitlijsten werd bereikt. In Nederland bestond de Top 40 nog niet, maar kwam het nummer wel tot de vijfde plaats in de "Hits of the World"-lijst, die iedere twee tot drie weken uitkwam als voorganger van de Tijd voor Teenagers Top 10.

## Covers
Na het succes van "Apache" door The Shadows namen veel artiesten eigen versies op van het nummer. De Deense jazzgitarist Jørgen Ingmann bereikte in 1961 de tweede plaats in de hitlijsten in zowel de Verenigde Staten als Canada. De Britse progressieve rockgroep Edgar Broughton Band bracht in 1970 een single uit met de titel "Apache Drop Out", waarin "Apache" werd gecombineerd met "Dropout Boogie" van Captain Beefheart; deze single bereikte de 33e plaats in het Verenigd Koninkrijk. Andere artiesten die het nummer coverden, zijn Geoff Barrow met Adrian Utley, Black Sabbath, Ritchie Blackmore, California Guitar Trio, Jean-Pierre Danel, Hot Butter, Sonny James, Jerry Lordan met The Johnnie Spence Orchestra, Normaal, Rockets, Scooter, Tommy Seebach Band, The Ventures en Si Zentner. Daarnaast speelden The Beatles het nummer regelmatig live tijdens hun periode met concerten in Hamburg.

### Apache Break
De Amerikaanse funkgroep Incredible Bongo Band bracht in 1973 een cover uit van "Apache". Deze versie kende een bongo-introductie en bevatte meer percussie. De drumbreak van het nummer werd gespeeld door Jim Gordon. Alhoewel het geen hit werd, verkreeg het binnen de hiphop en de dance bekendheid vanwege het grote aantal artiesten die een sample van het nummer, de zogenaamde Apache Break, gebruikte. Onder deze artiesten vallen Afrika Bambaataa, Beastie Boys, C+C Music Factory, Chase & Status met Kano, DJ Shadow met Cut Chemist, Fatboy Slim, The Future Sound of London, Goldie, Grandmaster Flash, LL Cool J, Madonna, MC Hammer, M.I.A., Missy Elliott, Moby, Nas, The Notorious B.I.G., Rage Against the Machine, The Roots, Sir Mix-a-Lot, The Sugarhill Gang, TLC, Vanilla Ice, Amy Winehouse en Jay-Z met Kanye West.

## Hitnoteringen

### Hits of the World
Noteringen uit deze lijst hebben een lengte van twee tot drie weken.
| Hitnotering: 26-11-1960 t/m 11-02-1961 | Hitnotering: 26-11-1960 t/m 11-02-1961 | Hitnotering: 26-11-1960 t/m 11-02-1961 | Hitnotering: 26-11-1960 t/m 11-02-1961 | Hitnotering: 26-11-1960 t/m 11-02-1961 | Hitnotering: 26-11-1960 t/m 11-02-1961 | Hitnotering: 26-11-1960 t/m 11-02-1961 | Hitnotering: 26-11-1960 t/m 11-02-1961 |
| Week                                   | 1                                      | 2                                      | 3                                      | 4                                      | 5                                      | 6                                      |                                        |
| -------------------------------------- | -------------------------------------- | -------------------------------------- | -------------------------------------- | -------------------------------------- | -------------------------------------- | -------------------------------------- | -------------------------------------- |
| Positie                                | 11                                     | 11                                     | 11                                     | 13                                     | 16                                     | 17                                     | uit                                    |

### NPO Radio 2 Top 2000
| Nummer met noteringen in de NPO Radio 2 Top 2000 | '99 | '00 | '01 | '02 | '03 | '04 | '05 | '06 | '07 | '08 | '09 | '10 | '11 | '12 | '13 | '14 | '15 | '16  | '17  | '18  | '19  | '20  | '21  | '22  | '23  |
| ------------------------------------------------ | --- | --- | --- | --- | --- | --- | --- | --- | --- | --- | --- | --- | --- | --- | --- | --- | --- | ---- | ---- | ---- | ---- | ---- | ---- | ---- | ---- |
| Apache                                           | 367 | 532 | 484 | 572 | 258 | 381 | 406 | 387 | 507 | 401 | 433 | 533 | 699 | 646 | 676 | 774 | 934 | 1242 | 1127 | 1626 | 1319 | 1362 | 1531 | 1708 | 1881 |

1. ↑  Een vetgedrukt getal geeft de hoogste notering aan.
2. ↑  Deze tabel is bijgewerkt tot en met de laatste editie (2024).

### Notering in NPO Radio 5 Evergreen Top 1000
| Evergreen Top 1000 "Apache" | Evergreen Top 1000 "Apache" | Evergreen Top 1000 "Apache" | Evergreen Top 1000 "Apache" | Evergreen Top 1000 "Apache" | Evergreen Top 1000 "Apache" | Evergreen Top 1000 "Apache" | Evergreen Top 1000 "Apache" | Evergreen Top 1000 "Apache" | Evergreen Top 1000 "Apache" | Evergreen Top 1000 "Apache" | Evergreen Top 1000 "Apache" | Evergreen Top 1000 "Apache" | Evergreen Top 1000 "Apache" | Evergreen Top 1000 "Apache" | Evergreen Top 1000 "Apache" | Evergreen Top 1000 "Apache" |
| Jaar                        | 2008                        | 2009                        | 2010                        | 2011                        | 2012                        | 2013                        | 2014                        | 2015                        | 2016                        | 2017                        | 2018                        | 2019                        | 2020                        | 2021                        | 2022                        | 2023                        |
| --------------------------- | --------------------------- | --------------------------- | --------------------------- | --------------------------- | --------------------------- | --------------------------- | --------------------------- | --------------------------- | --------------------------- | --------------------------- | --------------------------- | --------------------------- | --------------------------- | --------------------------- | --------------------------- | --------------------------- |
| Positie                     | 19                          | 272                         | 28                          | 28                          | 49                          | 16                          | 25                          | 21                          | 22                          | 31                          | 51                          | 53                          | 66                          | 75                          | 83                          | 107                         |